# Žverinački Kanal
Žverinački Kanal är ett sund i Kroatien. Det ligger i den södra delen av landet, 200 km söder om huvudstaden Zagreb.